# Copa dos Campeões 2000
La Copa dos Campeões 2000 (in italiano Coppa dei Campioni 2000) è stata la prima edizione della Copa dos Campeões.
È stata vinta dal Palmeiras, che ha battuto in finale lo Sport, e si è così qualificato per la Coppa Libertadores 2001.

## Formula
Turno preliminare: vi partecipano le vincitrici della Copa Centro-Oeste e della Copa Norte e la seconda classificata della Copa do Nordeste. Le tre squadre si affrontano in partite di sola andata e le due migliori si qualificano per la fase ad eliminazione diretta.
Fase finale: quarti di finale e semifinali, ad eliminazione diretta, si disputano con gare di andata e ritorno, la finale in gara unica. In caso di parità sono previsti i tiri di rigore. Il vincitore del torneo ottiene anche il diritto di partecipare alla Coppa Libertadores 2001.

## Partecipanti
| Squadra         | Città          | Stato          | Motivo qualificazione                   |
| --------------- | -------------- | -------------- | --------------------------------------- |
| América-MG      | Belo Horizonte | Minas Gerais   | Vincitore della Copa Sul-Minas 2000     |
| Cruzeiro        | Belo Horizonte | Minas Gerais   | 2° nella Copa Sul-Minas 2000            |
| Flamengo        | Rio de Janeiro | Rio de Janeiro | Vincitore del Campionato Carioca 2000   |
| Goiás           | Goiânia        | Goiás          | Vincitore della Copa Centro-Oeste 2000  |
| Palmeiras       | San Paolo      | San Paolo      | Vincitore del Torneo Rio-San Paolo 2000 |
| San Paolo       | San Paolo      | San Paolo      | Vincitore del Campionato Paulista 2000  |
| São Raimundo-AM | Manaus         | Amazonas       | Vincitore della Copa Norte 2000         |
| Sport Recife    | Recife         | Pernambuco     | Vincitore della Copa do Nordeste 2000   |
| Vitória         | Salvador       | Bahia          | 2° nella Copa do Nordeste 2000          |

1. 1 2 3  Al turno preliminare.

## Turno preliminare

### Risultati
| Manaus 22 giugno 2000, ore 21:30                | São Raimundo-AM | 2 – 2         | Vitória | Vivaldão |
| \| \| \| \| \| \| Marcatori \| Artur Leílton \| |                 |               |         |          |
|                                                 |                 |               |         |          |
| Gol · Gol                                       | Marcatori       | Artur Leílton |         |          |

| Salvador 27 giugno 2000, ore 20:30                       | Vitória   | 1 – 1     | Goiás | Barradão |
| \| \| \| \| \| Cláudio Tauá \| Marcatori \| Zé Carlos \| |           |           |       |          |
|                                                          |           |           |       |          |
| Cláudio Tauá                                             | Marcatori | Zé Carlos |       |          |

| Goiânia 30 giugno 2000, ore 20:30                                          | Goiás     | 4 – 1 | São Raimundo-AM | Serra Dourada |
| \| \| \| \| \| Fernandão Túlio Dill Luiz Cláudio (aut.) \| Marcatori \| \| |           |       |                 |               |
|                                                                            |           |       |                 |               |
| Fernandão Túlio Dill Luiz Cláudio (aut.)                                   | Marcatori | Gol   |                 |               |

### Classifica
| Pos. | Squadra         | Pt | G | V | N | P | GF | GS | DR |
| ---- | --------------- | -- | - | - | - | - | -- | -- | -- |
| 1.   | Goiás           | 4  | 2 | 1 | 1 | 0 | 5  | 2  | +3 |
| 2.   | Vitória         | 2  | 2 | 0 | 2 | 0 | 3  | 3  | 0  |
| 3.   | São Raimundo-AM | 1  | 2 | 0 | 1 | 1 | 3  | 6  | -3 |

## Fase finale
|  | Quarti di finale | Quarti di finale | Quarti di finale | Quarti di finale | Quarti di finale |  |  | Semifinali      | Semifinali      | Semifinali   | Semifinali   | Semifinali |  |  | Finale    | Finale    | Finale |  |
|  |                  |                  |                  |                  |                  |  |  |                 |                 |              |              |            |  |  |           |           |        |  |
|  | Flamengo         | Flamengo         | 3                | 1                | 4                |  |  |                 |                 |              |              |            |  |  |           |           |        |  |
|  | Goiás            | Goiás            | 2                | 0                | 2                |  |  | Flamengo        | Flamengo        | 2            | 0            | 2 (4)      |  |  |           |           |        |  |
|  | Palmeiras        | Palmeiras        | 3                | 1                | 4                |  |  | Palmeiras (dtr) | Palmeiras (dtr) | 1            | 1            | 2 (5)      |  |  |           |           |        |  |
|  | Cruzeiro         | Cruzeiro         | 1                | 1                | 2                |  |  |                 |                 |              |              |            |  |  | Palmeiras | Palmeiras | 2      |  |
|  | América-MG       | América-MG       | 2                | 0                | 2                |  |  |                 |                 | Sport Recife | Sport Recife | 1          |  |  |           |           |        |  |
|  | Sport Recife     | Sport Recife     | 1                | 3                | 4                |  |  | Sport Recife    | Sport Recife    | 1            | 3            | 4          |  |  |           |           |        |  |
|  | San Paolo        | San Paolo        | 0                | 2                | 2                |  |  | San Paolo       | San Paolo       | 2            | 1            | 3          |  |  |           |           |        |  |
|  | Vitória          | Vitória          | 0                | 0                | 0                |  |  |                 |                 |              |              |            |  |  |           |           |        |  |

### Quarti di finale

#### Andata
| João Pessoa 12 luglio 2000, ore 19:00                          | América-MG | 2 – 1 | Sport Recife | Almeidão |
| \| \| \| \| \| Wellington Paulo Dênis \| Marcatori \| Nildo \| |            |       |              |          |
|                                                                |            |       |              |          |
| Wellington Paulo Dênis                                         | Marcatori  | Nildo |              |          |

| Maceió 12 luglio 2000, ore 19:00 | San Paolo | 0 – 0 referto | Vitória | Rei Pelé (28.200 spett.)\| Arbitro: \| Rezende \| |
| Arbitro:                         | Rezende   |               |         |                                                   |

| Maceió 12 luglio 2000, ore 21:45                                      | Flamengo  | 3 – 2             | Goiás | Rei Pelé |
| \| \| \| \| \| Iranildo Reinaldo \| Marcatori \| Marquinhos Araújo \| |           |                   |       |          |
|                                                                       |           |                   |       |          |
| Iranildo Reinaldo                                                     | Marcatori | Marquinhos Araújo |       |          |

| Arbitro: | Pereira |

|                            |           |                     |
| Pena 10’, 15’ Asprilla 69’ | Marcatori | 56’ Cléber Monteiro |

#### Ritorno
| João Pessoa 15 luglio 2000, ore 16:00      | Goiás     | 0 – 1    | Flamengo | Almeidão |
| \| \| \| \| \| \| Marcatori \| Reinaldo \| |           |          |          |          |
|                                            |           |          |          |          |
|                                            | Marcatori | Reinaldo |          |          |

| Arbitro: | Simon |

|         |           |                  |
| Alê 63’ | Marcatori | 27’ (rig.) Neném |

| Maceió 15 luglio 2000, ore 18:30                            | Sport Recife | 3 – 0 | América-MG | Rei Pelé |
| \| \| \| \| \| Léomar Adriano Marquinhos \| Marcatori \| \| |              |       |            |          |
|                                                             |              |       |            |          |
| Léomar Adriano Marquinhos                                   | Marcatori    |       |            |          |

| Arbitro: | Pereira |

|  |           |                                             |
|  | Marcatori | 34’ Rogério Pinheiro 37’ Marcelinho Paraíba |

### Semifinali

#### Andata
| Arbitro: | Simon |

|                                  |           |            |
| Petković 63’ (rig.) Reinaldo 66’ | Marcatori | 78’ Taddei |

| Arbitro: | Rezende |

|           |           |                                 |
| Nildo 48’ | Marcatori | 55’ Ilan 78’ Marcelinho Paraíba |

#### Ritorno
| Arbitro: | Rezende |

|                                            |                      |                                                    |
| Taddei 68’                                 | Marcatori            |                                                    |
| Neném Asprilla Taddei Agnaldo Liz Fernando | Tiri di rigore 5 – 4 | Rodrigo Mendes Juan Lúcio Bala Léo Inácio Reinaldo |

| Arbitro: | Pereira |

|                        |           |                                 |
| Marcelinho Paraíba 16’ | Marcatori | 37’, 56’ Adriano 79’ Marquinhos |

### Finale
| Arbitro: | Simon |

| |            | |
| Nildo 86’ | Marcatori  | 32’ Asprilla 54’ Alberto |
| · Bosco P · Russo D · Erlon D · Márcio D · Evaldo D · Marquinhos A · Sidney C · Léomar C · Nildo C · Adriano C · Almir A · Sandro Gaúcho A · Leonardo A | Formazioni | · P Sérgio · D Neném · D Paulo Turra · D Agnaldo Liz · D Jorginho · C Fernando · C Rodrigo Taddei · C Juninho · C Faustino Asprilla · A Basílio · A Adriano · A Alberto · C Titi |
| Émerson Leão | Allenatori | Flávio Teixeira |

## Vincitore
| Vincitore della Copa dos Campeões 2000 |
| -------------------------------------- |
| Palmeiras 1º titolo                    |

- Palmeiras qualificato per la Coppa Libertadores 2001.

## Classifica marcatori
| Gol |  |  | Giocatore          | Squadra      |
| --- |  |  | ------------------ | ------------ |
| 3   |  |  | Adriano            | Sport Recife |
| 3   |  |  | Marcelinho Paraíba | San Paolo    |
| 3   |  |  | Nildo              | Sport Recife |
| 3   |  |  | Reinaldo           | Flamengo     |
| 2   |  |  | Faustino Asprilla  | Palmeiras    |
| 2   |  |  | Iranildo           | Flamengo     |
| 2   |  |  | Marquinhos         | Sport Recife |
| 2   |  |  | Pena               | Palmeiras    |
| 2   |  |  | Rodrigo Taddei     | Palmeiras    |